# Idaea gemma
Idaea gemma là một loài bướm đêm trong họ Geometridae.